# Sveti Lovreč
Sveti Lovreč (en italien : San Lorenzo del Pasenatico) est un village et une municipalité située dans le comitat d'Istrie, en Croatie. Au recensement de 2001, la municipalité comptait 1 408 habitants, dont 75 % de Croates et le village seul comptait 307 habitants.

## Localités
La municipalité de Sveti Lovreč compte 24 localités :
| - Čehići - Frnjolići - Heraki - Ivići - Jakići I - Jurcani - Kapovići - Knapići | - Kršuli - Krunčići - Lakovići - Lovreča - Medaki - Medvidići - Orbani - Pajari | - Perini - Radići - Rajki - Selina - Stranići kod Svetog Lovreča - Sveti Lovreč - Vošteni - Zgrabljići |